# Station San Lorenzo Sankt-Lorenzen
Station San-Lorenzo Sankt-Lorenzen is een spoorwegstation aan de Pustertalspoorlijn in de gemeente Sankt Lorenzen (Italië-Zuid-Tirol).
De stationsnaam wordt volgens de regels van Trenitalia in het Italiaans aangegeven, gevolgd door het Duits als lokale taal.